# Ács Ferenc (festő)
Ács Ferenc (Kolozsvár, 1876. június 16. – Kolozsvár, 1949. szeptember 5.) magyar festő, a nagybányai festőiskola követője, az első kolozsvári impresszionista.

## Életpályája
Szülei id. Ács Ferenc, neves kolozsvári vendéglős és Horváth Katalin. Felesége Marton Anna volt.[forrás?]
Festészetet 1893–94-ben Székely Bertalannál tanult a budapesti Mintarajziskolában. Münchenben Hollósy Simon volt a mestere, majd Ludwig Herterichnél és Franz von Lenbachnál is folytatott festészeti tanulmányokat. 1899-ben Hollósy Simon Nagybányára hívta, ott ismerkedett meg a nagybányai festészettel. Folyamatosan képezte magát, Lotz Károly mesteriskolájában is tanult.
1900-ban művészeti bálokat szervezett, tanulmányutakra járt, kiállított Kolozsváron, a Szépművészeti Társaság által szervezett kiállításokon. 1906-ban Budapesten nyílt gyűjteményes kiállítása. 1906-tól Kolozsváron élt és alkotott. 1908-ban megnyitotta festőiskoláját Kolozsváron, tehetséges fiatal erdélyi festőket oktatott, tanítványa volt többek között Dóczyné Berde Amál és Reschner Gyula is. Nyaranta Kalotaszegre járt festeni. Még ugyanebben az évben gyűjteményes kiállítása nyílt a Református Teológia dísztermében. 1909-től kezdve nyaranta festőiskolát nyitott Bánffyhunyadon, még ugyanebben az évben festette meg Miksa Zsuzsa és György képét.
Rendszeresen állított ki, szerepelt budapesti és külföldi tárlatokon műveivel. Első képeinek kiállítása 1896-ban volt Budapesten. 1906-ban Királyfalvy Károllyal közösen rendezett kiállítást Budapesten, 1911-ben a Műcsarnok állította ki képeit. Még ugyanebben az évben ellopták egyik Csendélet című festményét. Erdélyben 1911-ben kiállítást rendezett impresszionista jellegű képekből. 1912-ben a kolozsvári Ipariskola épületében közös kiállítást szervezett, a festőiskolájának tanulóival együtt állították ki képeiket.

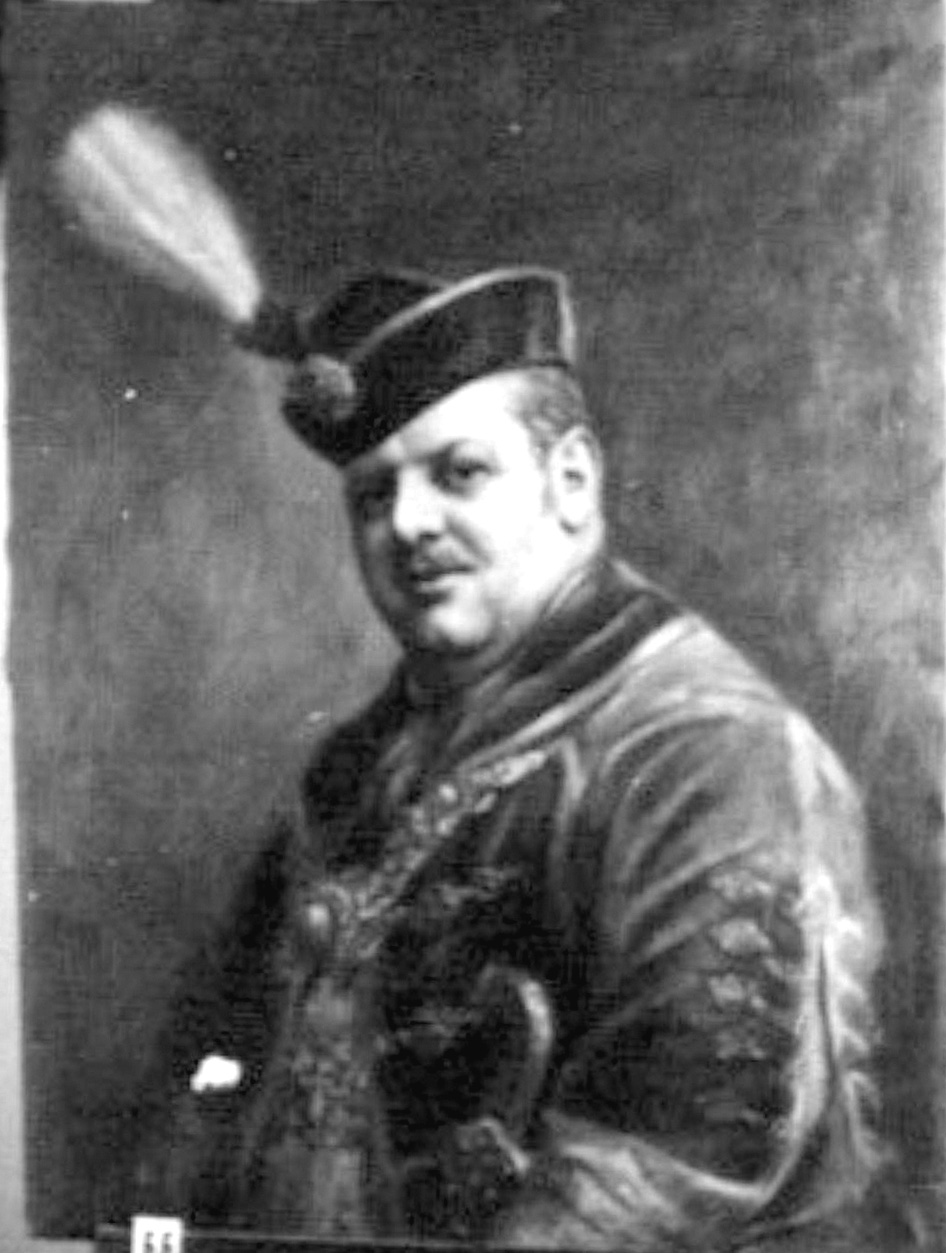
Haller Gusztávról készített festménye

Készített képeket könyvek díszítésére is (például az erdélyi kiadású Tizenegyek antológiája kiadványban).
Művei szétszóródtak, néhány képe a kolozsvári Szépművészeti Múzeumban található. Aukciókon rendszeresen felbukkannak képei.

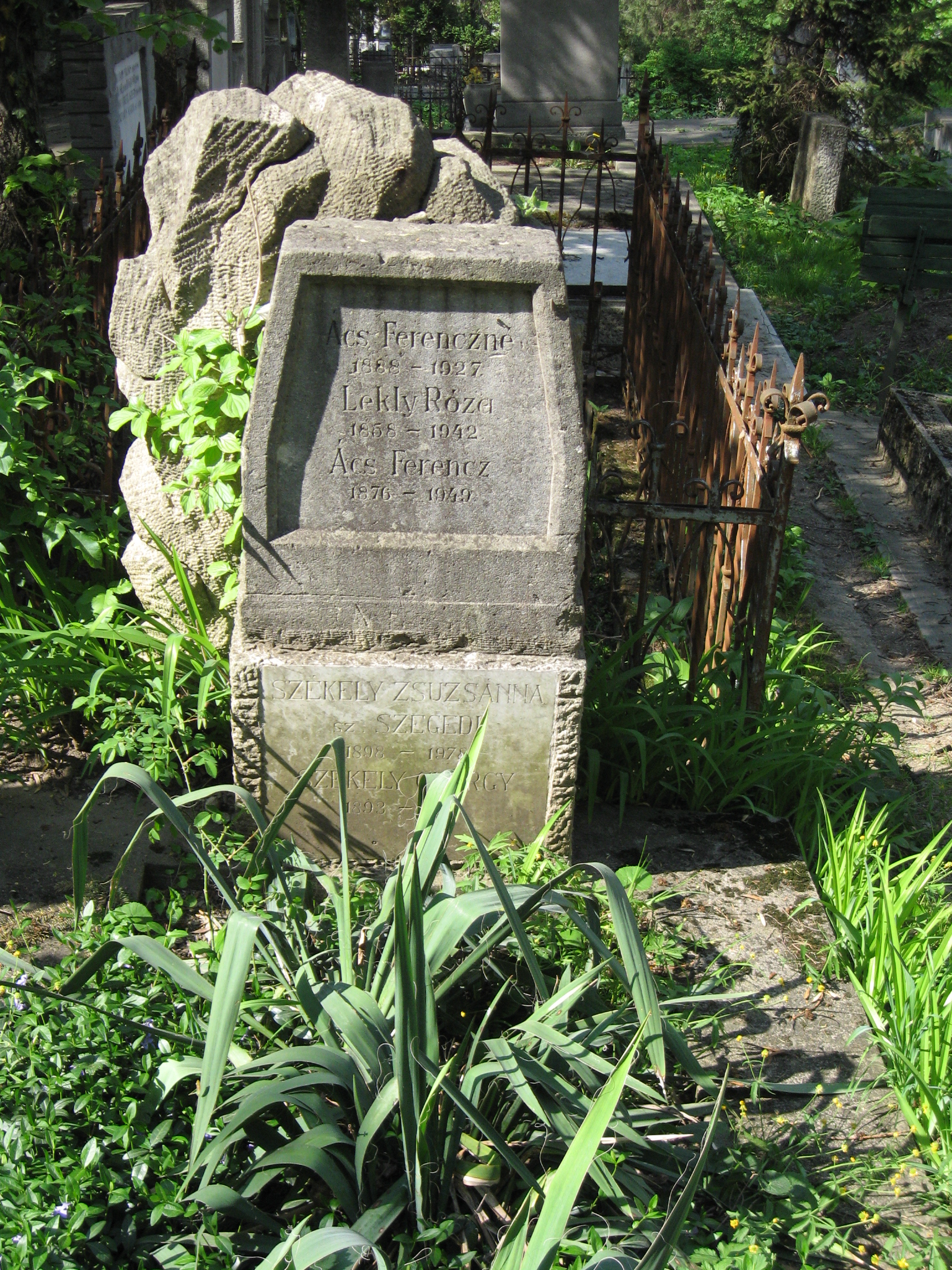
Sírja a Házsongárdi temetőben

## Művei (válogatás)
- Női arc,
- Hímző lányok,
- Akt a természetben,
- Téli park,
- Tavaszi virágzás,
- Szénaboglya legelésző ökrökkel,
- Nő a tájban,
- Hölgy lemenő napfénynél
- Napsütötte nyári kertben (olaj, vászon, 88X74 cm)[5]
- Olvasó lány (olaj, vászon 54X45 cm)[6]
- Boglyák (olaj, vászon, 33X45 cm)[7]